# Стрийт трикинг
Стрийт трикинг (на английски: street tricking) е наименование на сравнително нов спорт и представлява изпълнение на сложни улични трикове или салта.
Основните салта, използвани в стрийт трикинга, са: предно салто, задно салто и странично салто. По-сложни комбинации включват поредица от салта, салта с градуси, салта от стени и други повърхности. Практикуващите стрийт трикинг се разделят на отбори, които тренират в затворена среда, обикновено в зала.
Целта на спорта е да се разнообрази ежедневието и да се пренесе развлечението на улиците, където всички могат да го видят. Практикуването му започва да дава нов поглед на градската среда – не като ограничение, а като възможност.
Известни в България стрийт трикинг отбори – FG.